# Orchestra della Radio Nazionale Rumena
L'Orchestra della Radio Nazionale Rumena è parte dell'Orchestra Sinfonica delle Radio Orchestre e Cori rumeni. I concerti si svolgono durante tutta la stagione presso lo Studio per Concerti "Mihail Jora", noto come Sala Radio (Sala Concerti della Radio), con sede a Bucarest (Romania), via Generale Berthelot n. 60-64.

## Storia
La specificità, il repertorio e la storia della Orchestra della Radio Nazionale Rumena hanno determinato per quasi un secolo la cultura nazionale, nel campo degli  spettacoli di musica e trasmissioni in Romania. Già nel 1928, quando la stazione nazionale iniziò a trasmettere, l'Orchestra Sinfonica della Radio fu fondata su iniziativa e sotto la direzione del compositore Mihail Jora. Nel corso dei decenni, grandi direttori rumeni hanno diretto le esecuzioni del gruppo: Ionel Perlea, Alfred Alessandrescu, Theodor Rogalski, Constantin Silvestri, Iosif Conta, Emanuel Elenescu, Horia Andreescu, ed anche ospiti prestigiosi come George Enescu, Sergiu Comissiona, Ion Baciu, Christian Badea, Cristian Mandeal.
Attualmente Tiberiu Soare è il direttore principale della Orchestre Radio e Cori rumeni.
Recentemente importanti artisti rumeni o prestigiosi ospiti internazionali hanno dato spettacoli squisiti insieme all'Orchestra della Radio Nazionale Rumena:
- Direttori d'orchestra – Carlo Zecchi, Igor Markevitch, Ion Marin, Michel Plasson, Maksim Šostakovič, Neil Thomson, Matthias Manasi,[1] Julien Salemkour;
- Famosi solisti vocali come Montserrat Caballé, Eliane Coelho, Ileana Cotrubaș, Ruxandra Donose, Angela Gheorghiu, Teodora Gheorghiu, Cynthia Laurence, Elena Moşuc, Plácido Domingo, Luciano Pavarotti;
- Grandi pianisti - Radu Lupu, Martha Argerich, Valentin Gheorghiu, Dan Grigore, Svjatoslav Richter, Mihaela Ursuleasa, Horia Mihail;
- Violinisti - Ivry Gitlis, Yehudi Menuhin, Isaac Stern, David Ojstrach, Maxim Vengerov, Vadim Repin, Alexandru Tomescu, Gabriel Croitoru;
- Violoncellisti - Natal'ja Gutman, Mstislav Rostropovič, Franz Helmerson, Alexandr Rudinand e molti altri.

## Repertorio
L'aspetto più importante dell'attività dell'Orchestra della Radio Nazionale Rumena è il repertorio complesso che comprende generi musicali rappresentativi di tutte le epoche - dal barocco alla musica contemporanea. Inoltre, più di ogni altro complesso sinfonico, la missione più onorevole dell'Orchestra della Radio Nazionale Rumena è quella di rappresentare le creazioni dei compositori rumeni. A questo proposito, l'Orchestra è il gruppo leader della Romania in termine di anteprime di compositori rumeni. Promuove le creazioni musicali nazionali di tutte le epoche fino alle più recenti opere contemporanee, in spettacoli per sale da concerto, trasmissioni radio e nelle registrazioni speciali su compact disc o per la Collezione dell'Archivio Rumeno della Radio. Molto spesso i concerti sono trasmessi anche a livello internazionale attraverso l'Unione europea di radiodiffusione.
Per le esecuzioni dell'Orchestra della Radio Nazionale Rumena ad alti standard, sono  stati molte volte assegnati prestigiosi premi nazionali ed internazionali, tra cui il Charles Cros - Francia, Puerta del Sol - Uruguay e Koussevitzky - Stati Uniti d'America. Inoltre, anche le tournée di concerti in Francia, Italia, Germania, Spagna, Svizzera, Russia, Ungheria, Turchia, Bulgaria, Cipro, Grecia, Giappone e Cina, così come la partecipazione a prestigiosi festival internazionali, hanno aumentato la fama della Orchestra.

## Direttori principali
- Mihail Jora
- Alfred Alessandrescu
- Theodor Rogalski
- Ionel Perlea
- Constantin Silvestri
- Iosif Conta
- Emanuel Elenescu
- Mendi Rodan
- Paul Popescu
- Horia Andreescu
- Tiberiu Soare